# کنتور ویی
کنتور ویی (به اسپانیایی: Condorhuayi) یک کوه در پرو است که در Peru, Ancash Region واقع شده‌است. کنتور ویی ۵٬۱۷۱ متر بالاتر از سطح دریا واقع شده‌است.